# Tagewählkalender (Altes Ägypten)
Der Tagewählkalender existierte im Alten Ägypten als sogenannter Schicksalskalender, der die Monats- oder Jahrestage omenähnlich positiv oder negativ einstufte und teilweise für entsprechende Tage auch Empfehlungen zum Verhalten sowie Prophezeiungen gab. Die spezielle Form der Tagewählerei verschmolz in der Spätzeit mit dem babylonischen Zodiak und legte als astronomisches Instrument höchstwahrscheinlich den Grundstein zur späteren Sieben-Tage-Planetenwoche, die ebenfalls astrologische Aussagen über die Auswirkungen von Unternehmungen an betreffenden Tagen, Stunden, Monaten und Jahren macht.

## Hintergrund
In der altägyptischen Geschichte kann der Tagewählkalender dem Mittleren Reich (2010 bis 1793 v. Chr.) und während des Neuen Reiches (1550 bis 1069 v. Chr.) verstärkt der Ramessidenzeit (1188 bis 1076 v. Chr.) zugeordnet werden.  Der aus der Ramessidenzeit stammende Kalender pTurin CGT 54016 vso mit dem Titel „von Ewigkeit zu Ewigkeit“ ist der am vollständigsten erhaltene Papyrus, der aus drei Büchern besteht. Im zweiten Buch werden alle Tage des Jahres, einschließlich der Heriu-renpet und des Schaltmonats aufgelistet.
Die zusätzliche Drittelung der Tage ist in der ägyptischen Mythologie begründet, in der die drei Wandlungsphasen des Sonnengottes Re am Taghimmel eine wichtige Rolle spielen und Re im Verlauf des Tages mehrere Erscheinungsformen annehmen ließ; kurz vor Sonnenaufgang als Horus im Horizont, mit den ersten Strahlen der Sonne in der Mesqet als Chepre, mittags als Horus-Falke und abends als untergehende Sonne Atum. Die Nacht, in der Re im Innern der Göttin Nut in der Duat weilte, galt immer als ungünstig. Jedes Tagesdrittel war mit einer Prophezeiung versehen, die jeden Zeitabschnitt mit „gut“ oder „schlecht“ einstufte.
Die Tageseinteilung unterlag einzelnen Götterfesten, die als Grundlage mythologische Erzählungen und Empfehlungen sowie Schicksalsvorhersagen für den jeweiligen Zeitabschnitt hatten, die genauestens regelten, was zu tun und was zu unterlassen war. Zu Beginn eines jeden Jahres wurde der zuständige Tagewählkalender präsentiert. Bekanntes Beispiel ist der Schicksalskalender aus dem neunten Regierungsjahr des Amenophis I., der die Festtage und die zugehörigen Anfänge der Monate des ägyptischen Mondkalenders den entsprechenden Tagen im ägyptischen Verwaltungskalender gegenüberstellt.
Der Tagewählkalender zeigt die Beziehung der Götter zu den Monaten und deren Zuordnungen. Der Name der jeweiligen Gottheit bezeichnete daher nicht den Monat selbst, sondern das Fest, welches den Göttern gewidmet wurde. Im weiteren Verlauf der altägyptischen Geschichte haben sich diese Götter zu „Herren und Schutzgötter der Monate“ entwickelt. Herodots Berichte bestätigen ergänzend die Inhalte der religiösen Texte:

„Ferner ist von den Ägyptern auch zuerst festgestellt worden, welcher Monat und Tag den
einzelnen Göttern heilig ist und welche Schicksale, welches Ende und welchen Charakter die
an diesem oder jenem Tage Geborenen haben werden. Griechische Dichter haben diese Dinge
ebenfalls übernommen. Und Vorzeichen haben die Ägypter weit mehr herausgefunden als
alle anderen Völker. Wenn etwas Auffälliges geschieht, achten sie auf dessen Folgen
und schreiben sie auf. Bei einem ähnlichen Vorfall in der Zukunft glauben sie dann, es müssten
wieder die gleichen Folgen eintreten.“

Traditionell wurde bisher die Entstehung von astrologischen Konzepten mit Mesopotamien und Griechenland verbunden, jedoch Ägypten marginalisiert. Das analysierte ägyptische Textmaterial weist ebenso in eine andere Richtung wie Herodots Aussagen. Die mesopotamischen Schriften gelangten zunächst nach Ägypten und vermischten sich mit religiös-astronomischen Vorlagen aus Alexandria. Die ägyptisch-astrologische Terminologie ist sehr gut in demotischer, griechischer und lateinischer Sprache sowie im Sanskrit bezeugt. Im mesopotamischen Raum sind dagegen diese Formen unbekannt. Formulierungen und Satzbau verweisen zudem auf die typischen Muster in den Pyramidentexten. Der Befund des Nutbuches zeigt weitere Gemeinsamkeiten. Hinzu kommt der Umstand, dass die antiken astrologischen Traktate die Lehren ebenfalls stets auf ägyptische Autoren zurückführen.